# Seututie 196
Pour les articles homonymes, voir Route 196.
La route régionale 196 (finnois : Seututie 196) est une route régionale allant de Taivassalo jusqu'à Pyhäranta en Finlande,,.

## Présentation
La seututie 196 est une route régionale de Finlande-Propre.
La route part de sa jonction avec la route régionale 192, située au nord-ouest du centre de Taivassalo.
À son arrivée à  d'Uusikaupunki, la route contourne l'hôpital de Vakka-Suomi par le nord-est et traverse la gare de triage d'Uusikaupunki.
Ensuite, elle contourne le centre d'Uusikaupunki, à moins d'un kilomètre à l'est de celui-ci, jusqu'à ce qu'elle croise la route principale 43.
La route 196 se termine à la périphérie de la zone industrielle de Kirikallio à Pyhäranta en croisant la route nationale 8.